# Abdel Kader Hilal
Abdel Kader Hilal (en arabe : عبد القادر هلال), né en 1962 et mort le 8 octobre 2016, est un juriste, policier et homme politique yéménite, maire de Sanaa de 2012 à 2016.

## Biographie
Né en 1962, il obtient un diplôme en droit puis en sciences policières. En 1986, il devient directeur général du district de Mawiya, puis de Damt la même année. En 1994, après la guerre civile yéménite de 1994, il est nommé vice-gouverneur d'Ibb, puis gouverneur de 1994 à 2001. En 2001, il devient gouverneur de l'Hadramaout, et en 2007, il devient ministre de l'Administration publique puis ministre d'État en 2010. 
Le 9 juillet 2012, il devient maire de Sanaa. Le 24 octobre 2012, il survit à une tentative d'assassinat. Il est alors considéré comme étant intègre.
Il se distingue pour avoir lancé une campagne de nettoyage dans la capitale.
Il est à l'époque pressenti pour être candidat à la présidentielle de 2014, scrutin reporté à la suite de troubles dans le pays et de retards dans la rédaction de la constitution et dans l'application de la feuille de route.
Il meurt dans un raid aérien saoudien le 8 octobre 2016, lors de la guerre civile yéménite. L'envoyé spécial de l'ONU au Yémen, Ismail Ould Cheikh Ahmed, rend hommage à un homme « ayant œuvré pour la paix jusqu'à son dernier jour ».